# ساکی کوماگای
ساکی کوماگای (به ژاپنی: 熊谷紗希) (زادهٔ ۱۷ اکتبر ۱۹۹۰) یک بازیکن زن فوتبال اهل کشور ژاپن است. او همچنین کاپیتان تیم ملی فوتبال زنان ژاپن نیز است. وی همکنون برای تیم باشگاهی لیون و در لیگ برتر فوتبال زنان فرانسه بازی می‌کند. پست او مدافع میانی است. او در زمان قهرمانی در جام جهانی فوتبال زنان ۲۰۱۱ یکی از اعضای تیم ملی فوتبال زنان ژاپن بود و گل پیروزی در فینال مقابل ایالات متحده را از روی نقطهٔ پنالتی به ثمر رساند. او همچنین پنالتی تعیین کنندهٔ تیم لیون را نیز در لیگ قهرمانان اروپای زنان سال ۲۰۱۶ را نیز خود به ثمر رساند و بهترین بازیکن زمین معرفی شد.
کوماگای همچنین دانشجوی دانشگاه تسوکوبا است.

## افتخارات

### باشگاهی
اوراوا رد دیاموندز :
- لیگ نادشیکو: ۲۰۰۹ (۱ مرتبه)

## لیون
- دیویژن‌وان: ۲۰۱۴، ۲۰۱۵، ۲۰۱۶، ۲۰۱۷ (۴ مرتبه)
- جام حذفی فوتبال فرانسه: ۲۰۱۴، ۲۰۱۵، ۲۰۱۶، ۲۰۱۷ (۴ مرتبه)
- لیگ قهرمانان اروپا: ۲۰۱۶، ۲۰۱۷ (۲ مرتبه)

### ملی
تیم ملی ژاپن
- بازی‌های المپیک تابستانی

مدال نقره: ۲۰۱۲
- جام جهانی فوتبال زنان

قهرمان: ۲۰۱۱
- فوتبال در بازی‌های آسیایی

مدال طلا: ۲۰۱۰
- جام قهرمانان شرق آسیا

قهرمان: ۲۰۱۰
- AFC U-19 Women's Championship

قهرمان: ۲۰۰۹